# Delia Derbyshire
Delia Ann Derbyshire, född 5 maj 1937 i Coventry, död 3 juli 2001 i Northampton, var en engelsk musiker och kompositör av elektronisk musik. 

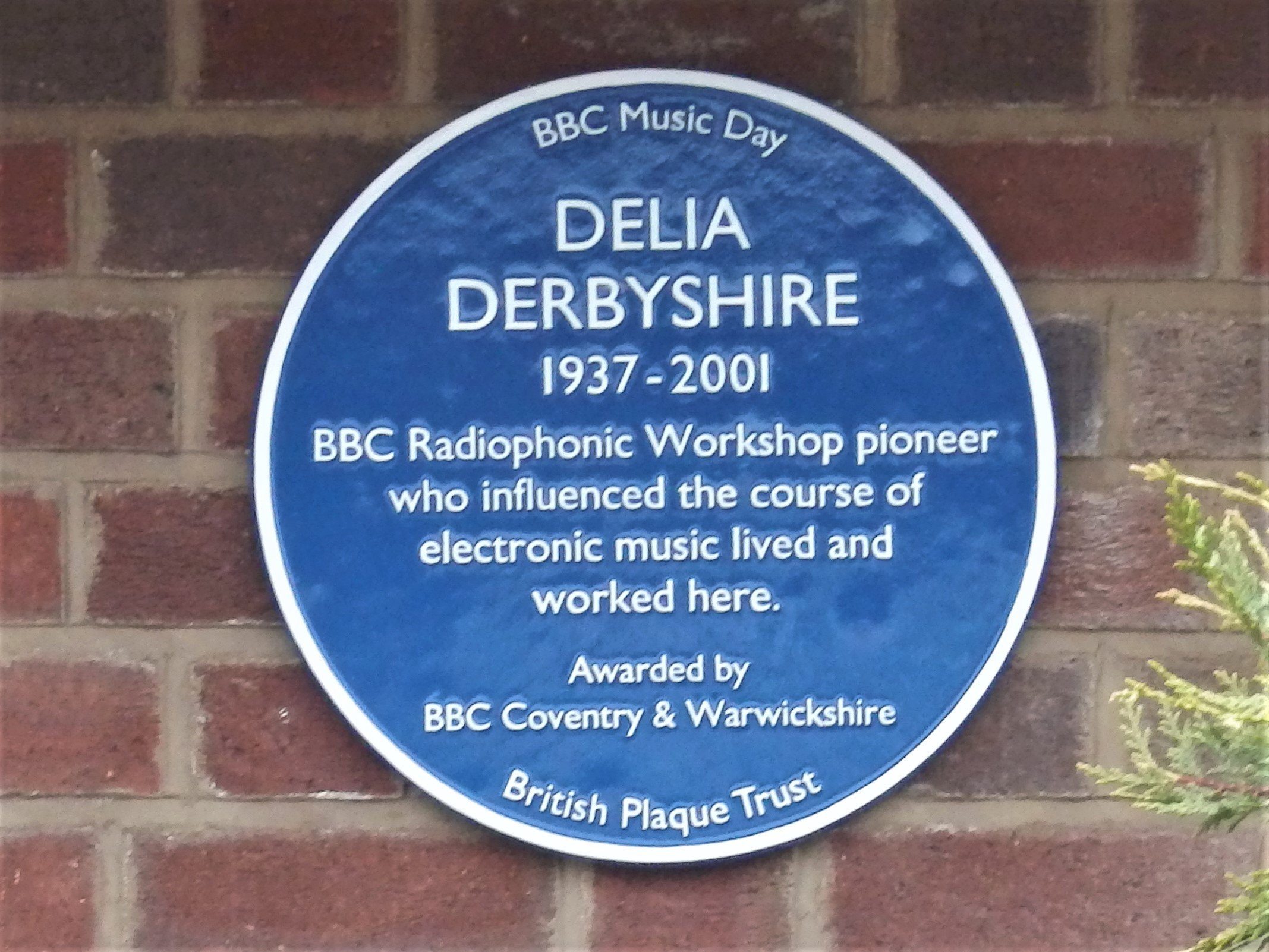
Minnesplakett vid 124 Cedar Avenue i Coventry där Derbyshire föddes. En likadan plakett finns vid 104 Cedar Avenue dit hon flyttade senare.

Delia Derbyshire sökte jobb hos Decca Records 1959, men fick ett bestämt nej eftersom skivbolaget inte anställde kvinnor i sina studios. Istället började hon jobba för BBC 1960. Hon är mest känd för realiseringen av titelmusiken till den brittiska science fiction TV-serien Doctor Who och för sitt arbete med ljudeffektavdelningen BBC Radiophonic Workshop.
I sitt arbete kombinerade hon elektronisk musik, ljudbilder, vardagsljud och röster på ett nydanande sätt och samarbetade bland annat med Peter Zinovieff(en), en pionjär inom utvecklingen av synthesisers.